# Абебе, Бирук
Бирук Абебе (англ. Biruk Abebe; род. 16 ноября 1969) — эфиопский шоссейный велогонщик. Участник летних Олимпийских игр 1992 года.

## Карьера
В 1992 году был включён в состав сборной Эфиопии на летних Олимпийских играх в Барселоне. На них выступил в двух гонках.
Сначала в командной гонке с раздельным стартом на 100 км. По её результатам сборная Эфиопии (в которую также входили Хайлу Фана, Асмелаш Гейесус и Даниэль Тесфайе) заняла предпоследнее 28 место, уступив занявшей первое место сборной Германии почти 45 минут.
А затем в групповой шоссейной гонке протяжённостью 194 км, но не смог финишировать как и ещё 69 гонщиков.